# Panagía (ort i Grekland, Västra Makedonien)
Panagía är en ort i Grekland.   Den ligger i prefekturen Nomós Grevenón och regionen Västra Makedonien, i den centrala delen av landet, 280 km nordväst om huvudstaden Aten. Panagía ligger 407 meter över havet och antalet invånare är 155.
Terrängen runt Panagía är varierad. Panagía ligger nere i en dal. Runt Panagía är det glesbefolkat, med 17 invånare per kvadratkilometer. Närmaste större samhälle är Deskáti, 8,2 km sydost om Panagía. Trakten runt Panagía består till största delen av jordbruksmark.